# Франкошвајцарци
Франкошвајцарци или Романди је неформални назив за део швајцарске нације чији је матерњи језик француски, то јест дијалекти француског језика међу којима је најпознатији француски швајцарски. У Швајцарској чине 23% становништва, и представљају у њој други народ по бројности после Германошвајцараца (63%). Живе углавном у западним кантонима Швајцарске који су колективно познати и као Романдија. По вероисповести су претежно римокатолици и протестанти.
Укупно их има 1.783.000, од тога 1.751.000 у Швајцарској и 32.000 у Француској.